# Bo Dalum
Bo Dalum (født 13. november 1977 i Gundsømagle) er en dansk manuskriptforfatter, forfatter og videojournalist der også har udgivet lyrik og noveller i diverse skriftlige danske udgivelser. Hvedekorn, uDkAnt, Metro-Litteratur, Vintage'13, KÅNST, Tidens Kvinder, Underskoven, Hörbuch, M gasin, Trompet Poet.

## Udgivelser
Bo Dalum udgav i september 2015 sin debutroman Adrians Vinger, der er fortællinger om verdens begyndelse. Det er 70 sammenflettede beretninger om de gode, de onde, de mindste helte og de største kujoner, de ensomme og de lykkelige.
Bo Dalum har skrevet og instrueret novellefilmen Dejlig er Jorden der deltog på 11th Dhaka International Film Festival I Bangladesh.
Novellefilmen Haletudsen deltog på filmfestivalen Con-Can movie festival i Tokyo som den første danske film nogensinde.
Manuskriptet Albert & Eva blev efter Dramatisk Debut 2014 på Teater V udgivet via forlaget DRAMA i april 2016.
Bo Dalum har modtaget arbejdsstipendium fra Statens Kunstfond og legater fra Kunstrådets fagudvalg for litteratur.
Bo Dalum er uddannet fotograf og klipper, men arbejder også som tilrettelægger og producer. Færdiguddannet i 2009 hos Studio1-2, med primære arbejdsopgaver som fotograf og klipper hos TV2, DR, TV3, Viasat og Kanal 4. Han har ligeledes arbejdet som producer på nyhedsudsendelsen 15 min på Kanal 4.